# حصار لينينغراد

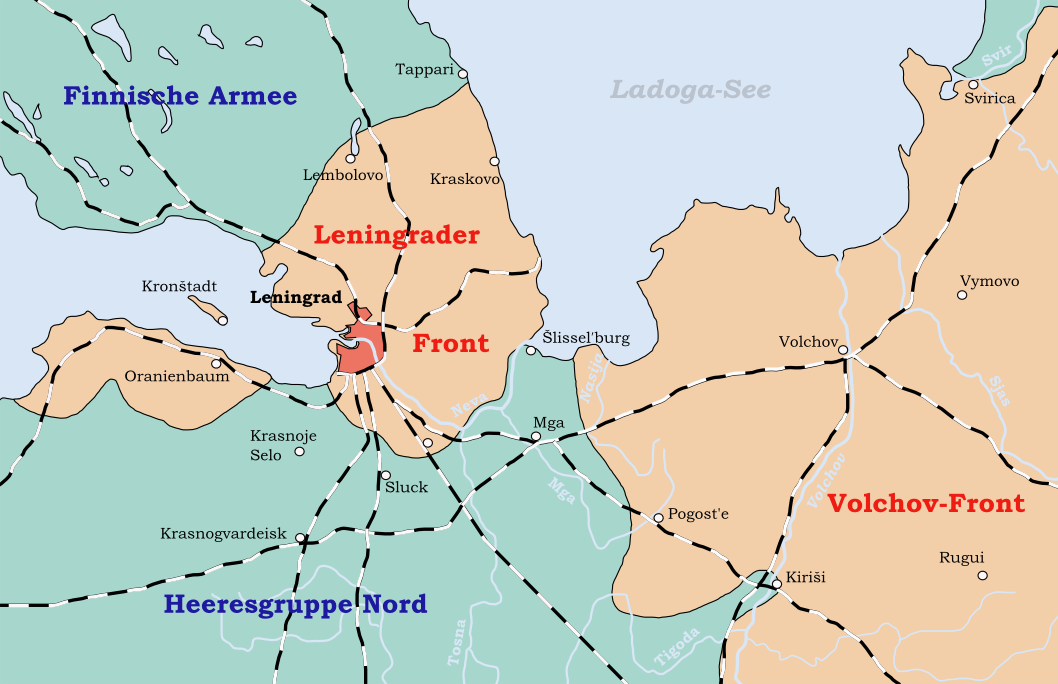
خريطة توضح تطويق دول المحور للينينجراد.

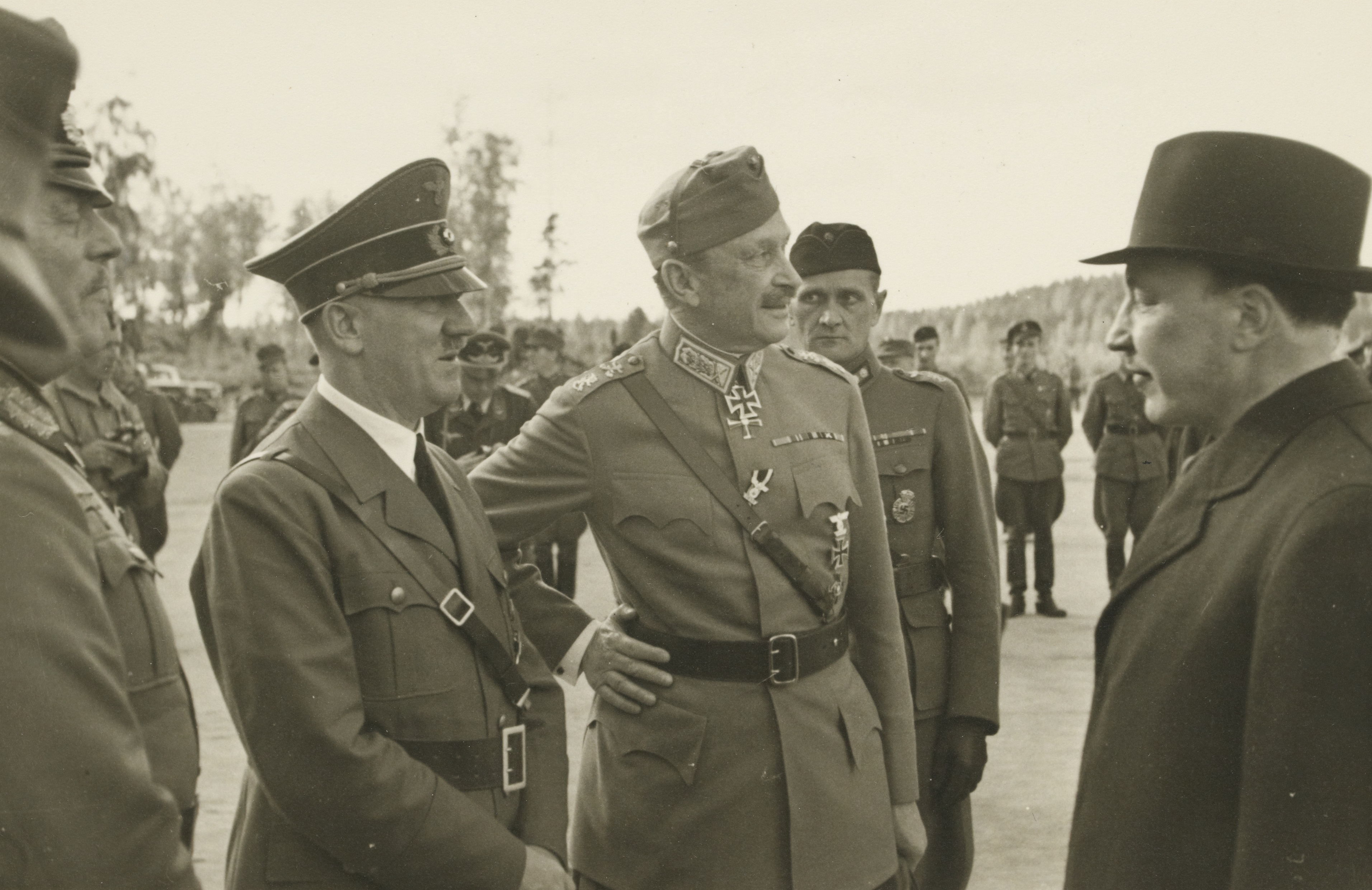
أدولف هتلر مع المارشال كارل غوستاف رئيس أركان الجيش الفنلندي وريستو روتي رئيس جمهورية فنلندا في إيماترا الفنلندية 200 كم شمال غرب لينينغراد في 4 يونيو 1942.

حصار لينينغراد (الروسية: блокада Ленинграда)، هي عملية عسكرية فاشلة من قِبل قوات دول المحور للاستيلاء على مدينة لينينغراد (الآن سانت بطرسبرغ) أثناء الحرب العالمية الثانية. استمر الحصار من 9 سبتمبر 1941، إلى 18 يناير 1943 عندما استطاع السوفييت فتح معبر بري إلى المدينة. رُفعَ الحصار تمامًا في 27 يناير 1944، أي بعد 872 يومًا من بدء الحصار. كانت المدينة هي الهدف الأيدولوجي للعملية بارباروسا وكذلك هي مهد الثورة الشيوعية. وقد كان هناك تجاهل للقتلى من الطرفين، ووقد شكلت نهاية الحصار نقطة من نقاط التحول في مسار الحرب العالمية الثانية لصالح الحلفاء وبداية النهاية لجيوش المحور التي كانت قبل عامين على مشارف عاصمة السوفيت موسكو، حيث تم القضاء على الجيش السادس الألماني في ستالينغراد وبدأ منها الزحف نحو برلين.
بدأ الحصار في 8 سبتمبر 1941، عندما قطع الفيرماخت آخر طريق إلى المدينة. وعلى الرغم من أن القوات السوفيتية تمكنت من فتح ممر بري ضيق إلى المدينة في 18 يناير 1943، إلا أن الجيش الأحمر لم يستطع رفع الحصار حتى 27 يناير 1944، أي بعد 872 يومًا (125 أسبوعًا) من بدايته. أصبح الحصار أحد أطول الحصارات وأكثرها تدميراً في التاريخ، وربما كان الحصار الأكثر تكلفة في التاريخ بسبب عدد الضحايا الذين تكبدوا طوال مدته. وتشير التقديرات إلى أن 1.5 مليون شخص لقوا حتفهم نتيجة للحصار. في ذلك الوقت، لم يتم تصنيفه على أنه جريمة حرب، ومع ذلك، في القرن الحادي والعشرين، صنفه بعض المؤرخين على أنه إبادة جماعية، بسبب التدمير المتعمد للمدينة والتجويع المنهجي لسكانها المدنيين.

## خلفية

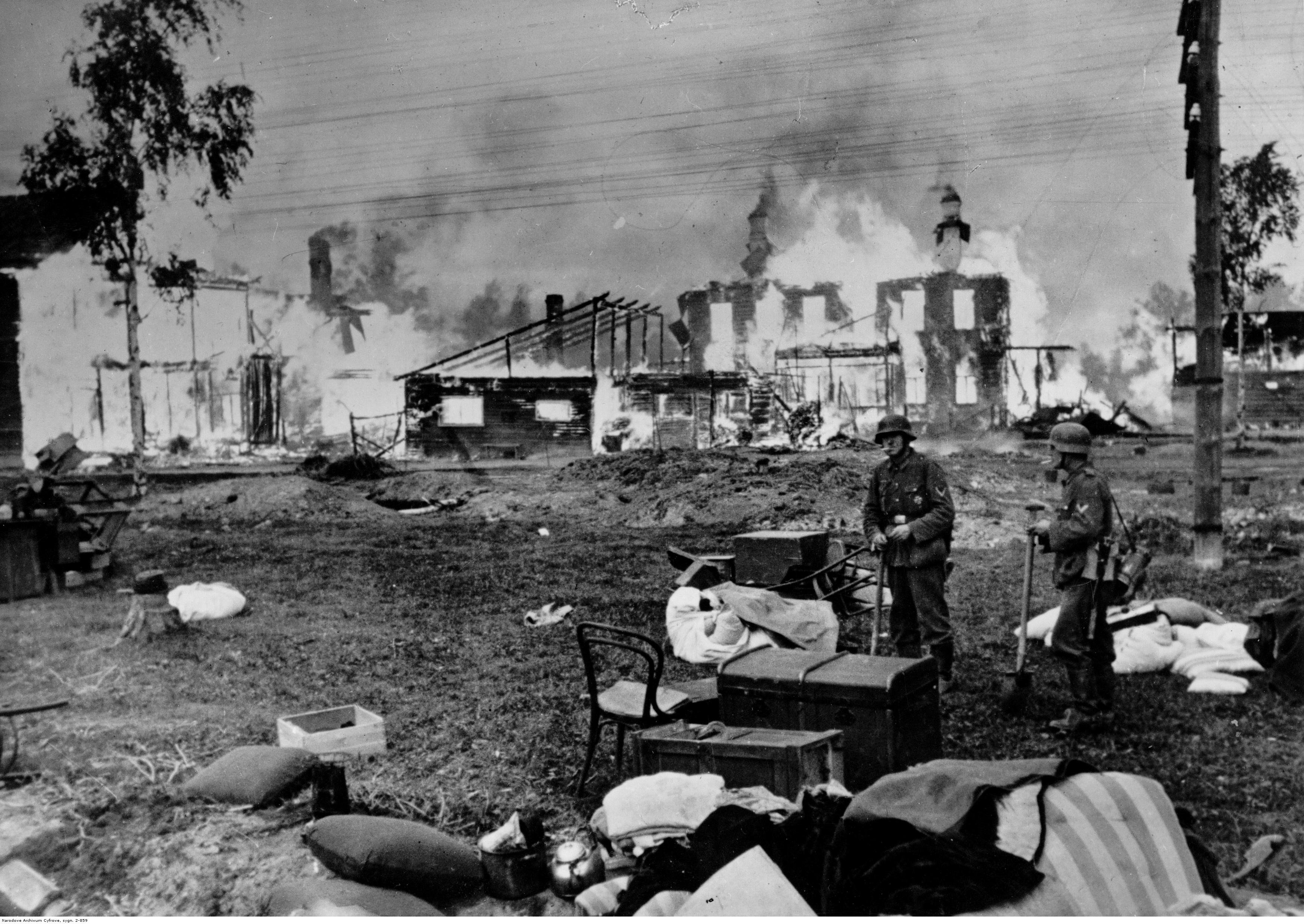
جنود ألمان أمام منازل محترقة وكنيسة بالقرب من لينينغراد عام 1941م.

كان إسقاط لينينغراد واحدًا من ثلاثة أهداف إستراتيجية لعملية بارباروسا الألمانية والهدف الرئيسي لمجموعة الجيوش الشمالية. وكان الدافع وراء استهدافها الوضع السياسي للينينغراد باعتبارها العاصمة السابقة لروسيا والعاصمة الرمزية للثورة الروسية، وأهميتها العسكرية بصفتها قاعدة رئيسية لأسطول البلطيق السوفياتي، وقوتها الصناعية، إذ ضمت الكثير من مصانع الأسلحة. بحلول 1939، كانت المدينة تساهم بنحو 11% من إجمالي الإنتاج الصناعي السوفياتي.
أفادت الأنباء أن أدولف هتلر كان واثقًا جدًا من السيطرة على لينينغراد لدرجة أنه طبع دعوات لحضور احتفالات النصر التي ستقام في فندق أستوريا في المدينة.
ناقشت نظريات مختلفة خطط ألمانيا المتعلقة بلينينغراد، منها جعل المدينة عاصمة مقاطعة إنجرمانلاند الجديدة للرايخ في جنرالبلان أوست، لكن نية هتلر كانت واضحة ألا وهي سحق المدينة وسكانها بالكامل. ووفقًا لأوامر أرسلت إلى مجموعة الجيوش الشمالية في 29 سبتمبر، «بعد هزيمة روسيا السوفياتية، لا يمكن أن يكون هناك مصلحة باستمرار وجود هذا المركز الحضري الكبير. [...] بعد تطويق المدينة، تُرفض طلبات التفاوض على الاستسلام، لأن مشكلة نقل السكان وإطعامهم لا يمكن أن نحلها وعلينا ألا نفعل ذلك. في هذه الحرب من أجل وجودنا بحد ذاته، لا يمكن أن يكون في مصلحتنا الحفاظ ولو على جزء من هذا العدد الكبير جدًا من السكان الحضر».
أرادت خطة هتلر في النهاية سحق لينينغراد تمامًا وإعطاء مناطق شمال نهر نيفا للفنلنديين.

## التحضيرات

### خطط الألمان
تقدمت مجموعة الجيوش الشمالية بقيادة المارشال فيلهلم ريتر فون ليب إلى لينينغراد، هدفها الرئيسي. وبحلول أوائل أغسطس، تمادت مجموعة الجيوش الشمالية في تقدمها وبلغت حدًا خطيرًا، بعد تقدمها على جبهة آخذة في الاتساع وتوزيع قواتها على عدة محاور متقدمة. وقدر ليب أنه يحتاج إلى 35 فرقة لجميع مهماته، بينما لم يملك سوى 26 فرقة. استؤنف الهجوم في 10 أغسطس لكنه واجه فورًا مقاومة قوية حول لوغا. وفي مكان آخر، تمكنت قوات ليب من الاستيلاء على كينغيسيب ونارفا في 17 أغسطس. ووصلت مجموعة الجيوش إلى تشودوفو في 20 أغسطس، ما أدى إلى قطع خط السكك الحديدية بين لينينغراد وموسكو. سقطت تالين في 28 أغسطس.
تواجدت القوات العسكرية الفنلندية في شمال لينينغراد، في حين احتلت القوات الألمانية أراضٍ في الجنوب. كان هدف القوات الألمانية والفنلندية تطويق لينينغراد والحفاظ على محيط منطقة الحصار، وبالتالي قطع كل الاتصالات مع المدينة ومنع المدافعين من تلقي أية إمدادات - اقتصرت المشاركة الفنلندية في الحصار بشكل رئيسي على استعادة الأراضي المفقودة في حرب الشتاء. اعتمدت خطة الالمان على قطع الغذاء باعتباره السلاح الرئيسي ضد المواطنين; وقدّر العلماء الألمان أن المدينة ستصل إلى المجاعة بعد بضعة أسابيع فقط.

### المنطقة المحصنة في لينينغراد

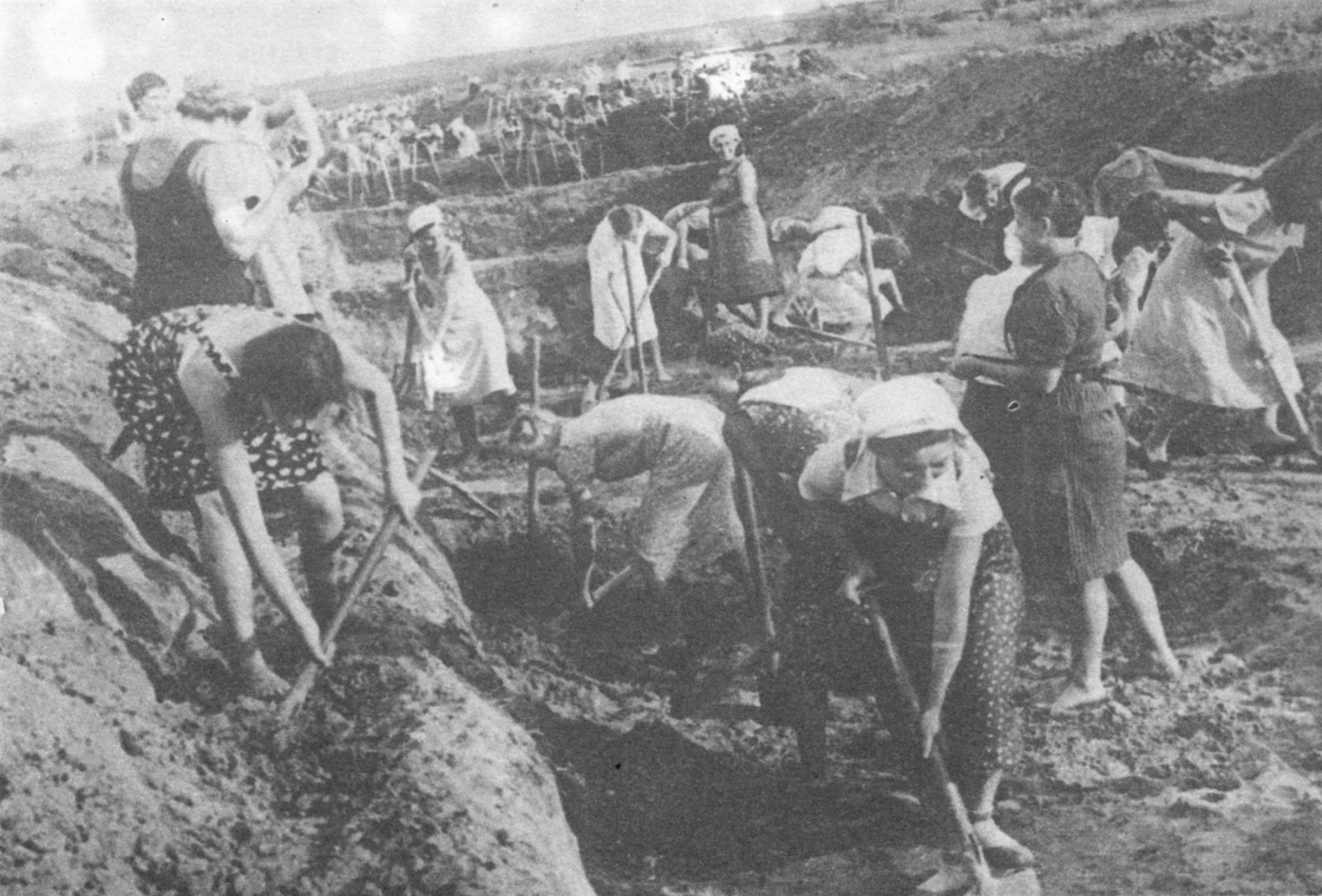
نساء من لينينغراد يحفرن خندقًا مضادًا للدبابات، يوليو 1941م.

في يوم الجمعة، 27 يونيو 1941، شكل مجلس نواب لينينغراد «مجموعات الاستجابة الأولى» من المدنيين. وفي الأيام التالية، أبلغ المدنيون في لينينغراد بالخطر وحُشد أكثر من مليون مدني لبناء التحصينات. وبنيت عدة خطوط دفاع على طول محيط المدينة لصد القوات المعادية التي تقترب من الشمال والجنوب بالاعتماد على المقاومة المدنية.
في الجنوب، امتد خط التحصين من مصب نهر لوغا إلى تشودوفو، وغاتشينا، وأوريتسك، وبولكوفو، ثم عبر نهر نيفا. ومر خط دفاع آخر عبر بيترهوف إلى غاتشينا وبولكوفو وكولبينو وكولتوشي. وفي الشمال، أُبقي على خط الدفاع ضد الفنلنديين، في منطقة كاريليان المحصنة، في الضواحي الشمالية للينينغراد منذ ثلاثينيات القرن السابق، وأعيد استخدامه حينها. ما مجموعه 306 كم (190 ميل) من المتاريس الخشبية، 635 كم (395 ميل) من الأسلاك الشائكة، 700 كم (430 ميل) من الخنادق المضادة للدبابات، 5000 من التحصينات الترابية الخشبية ومواقع الخرسانة المسلحة و25,000 كم (16,000 ميل) من الخنادق المفتوحة التي بناها أو حفرها المدنيون. حتى المدافع من طرادات أورورا أزيلت عن السفينة لاستخدامها في الدفاع عن لينينغراد.

## تشكيل الحصار
أخذت مجموعة بانزر الرابعة من شرق بروسيا بسكوف بعد تقدم سريع ووصلت إلى نوفغورود بحلول 16 أغسطس. بعد الاستيلاء على نوفغورود، واصلت مجموعة بانزر الرابعة التابعة للجنرال هويبنر تقدمها نحو لينينغراد. شق الجيش الثامن عشر – على الرغم من تخلف نحو 350,000 رجل – طريقه إلى أوستروف وبسكوف بعد انسحاب القوات السوفيتية للجبهة الشمالية الغربية نحو لينينغراد. وفي 10 يوليو، سقطت أوستروف وبسكوف ووصل الجيش الثامن عشر إلى نارفا وكينغيسب، واستمر التقدم نحو لينينغراد من خط نهر لوغا. وأدى هذا إلى تشكيل مواقع حصار من خليج فنلندا إلى بحيرة لادوغا، بهدف عزل لينينغراد من جميع الجهات في النهاية. وكان من المتوقع بعد ذلك أن يتقدم الجيش الفنلندي على طول الشاطئ الشرقي لبحيرة لادوغا.
قطع آخر اتصال بالسكك الحديدية مع لينينغراد في 30 أغسطس، حين وصلت القوات الألمانية إلى نهر نيفا. في أوائل سبتمبر، كان ليب واثقًا من أن لينينغراد على وشك السقوط. وبعد تلقي تقارير عن إجلاء المدنيين والسلع الصناعية، اعتقد ليب والقيادة العليا للجيوش النازية أن الجيش الأحمر يستعد للتخلي عن المدينة. وبناء على ذلك، تلقى ليب في 5 سبتمبر أوامر جديدة، تضمنت تدمير قوات الجيش الأحمر في جميع أنحاء المدينة. وبحلول 15 سبتمبر، كان من المقرر نقل مجموعة بانزر الرابعة إلى مركز مجموعة الجيوش كي تتمكن من المشاركة في هجوم جديد على موسكو. لم يحدث الاستسلام المتوقع رغم الهجوم الألماني الجديد الذي قطع اتصالات المدينة بحلول 8 سبتمبر. ونظرًا لافتقاره إلى القوة الكافية لتنفيذ عمليات كبرى، اضطر ليب لقبول أن مجموعة الجيوش قد تكون غير قادرة على الاستيلاء على المدينة، واستمر القتال العنيف رغم ذلك على طول جبهة ليب خلال أكتوبر ونوفمبر.

### تشكيل المعركة
دافع الجيش الرابع عشر للجيش الأحمر السوفيتي عن مورمانسك ودافع الجيش السابع عن لادوغا كاريليا؛ وبالتالي لم يشاركا في المراحل الأولى من الحصار. كان الجيش الثامن في البداية جزءًا من الجبهة الشمالية الغربية وتراجع عبر البلطيق. ونُقل إلى الجبهة الشمالية في 14 يوليو عندما أخلى السوفييت تالين.
وفي 23 أغسطس، انقسمت الجبهة الشمالية إلى جبهة لينينغراد والجبهة الكاريلية، وأصبح من المستحيل على مقر الجبهة السيطرة على كل شيء بين مورمانسك ولينينغراد.
يقول جوكوف: «شُكلت عشر فرق متطوعة (أوبولشيني) في لينينغراد في الأشهر الثلاثة الأولى من الحرب، بالإضافة إلى 16 كتيبة مدفعية ورشاشات منفصلة من الأوبولشيني».

### قطع خطوط الاتصال
في 6 أغسطس، كرر هتلر أمره: «لينينغراد أولًا، وحوض دونيتسك ثانيًا، وموسكو ثالثًا». من أغسطس 1941 حتى يناير 1944، كل ما حدث بين المحيط المتجمد الشمالي وبحيرة إلمن كان متعلقًا بعمليات الفيرماخت وحصار لينينغراد. أوصلت قوافل القطب الشمالي التي استخدمت الطريق البحري الشمالي الإعارات الأمريكية وإمدادات الغذاء والعتاد الحربي البريطانية إلى رأس سكة حديد مورمانسك (على الرغم من أن الجيوش الفنلندية قطعت خط السكك الحديدية إلى لينينغراد شمال المدينة مباشرة)، بالإضافة إلى مواقع أخرى في لابلاند.

### تطويق لينينغراد
تمكنت الاستخبارات الفنلندية من فك بعض الشفرات العسكرية السوفييتية وقراءة اتصالاتهم منخفضة المستوى. وكان هذا مفيدًا بشكل خاص لهتلر، الذي كان يطلب باستمرار معلومات استخباراتية عن لينينغراد. كان دور فنلندا في عملية بارباروسا مُحددًا في «التوجيه رقم 21» الذي أصدره هتلر، «ستكون مهمة الجزء الأكبر من الجيش الفنلندي، بما يتماشى مع التقدم الذي أحرزه الجناح الشمالي للجيوش الألمانية، هي تقييد أقصى عدد للقوة السوفييتية من خلال الهجوم إلى الغرب، أو على جانبي بحيرة لادوجا».  انقطع آخر اتصال بالخطوط الحديدية إلى لينينغراد في 30 أغسطس 1941، عندما وصل الألمان إلى نهر نيفا. في 8 سبتمبر، انقطع الطريق إلى المدينة المُحاصرة عندما وصل الألمان إلى بحيرة لادوجا في شليسيلبورج، ولم يتبق سوى ممر من الأرض بين بحيرة لادوجا ولينينجراد ظل خاليًا من قوات المحور. 
في الحادي والعشرين من سبتمبر/أيلول 1941، نظرت القيادة العليا الألمانية في كيفية تدمير لينينغراد ولكنها استبعدت احتلال المدينة «لأن ذلك سيجعلنا مسؤولين عن إمدادات الغذاء». كان القرار هو حصار المدينة وقصفها وتجويع سكانها. 
«في أوائل العام المقبل، سوف ندخل المدينة (إذا قام الفنلنديون بذلك أولاً، فلن نعترض)، ونقود من ما زالوا على قيد الحياة إلى داخل روسيا أو إلى الأسر، ونمحو لينينغراد من على وجه الأرض من خلال عمليات الهدم، ونسلم المنطقة الواقعة شمال نهر نيفا إلى الفنلنديين.»
في 7 أكتوبر، أرسل هتلر توجيهًا إضافيًا وقعه ألفريد جودل لتذكير مجموعة الجيوش الشمالية بعدم قبول الاستسلام.